# 列夫達 (斯維爾德洛夫斯克州)
56°48′19″N 59°55′42″E / 56.80528°N 59.92833°E
列夫達（俄语：Ревда́）是俄羅斯斯維爾德洛夫斯克州西南部的一個城市。2002年時人口為62,667人，2010年時人口為61,875人。
列夫達於1734年建立，1935年正式設市。